# Музей имени Бернис П. Бишоп
Музей Бернис Пауахи Бишоп («Бишоп Музей») — первый гавайский музей природы и культуры в городе Гонолулу на гавайском острове Оаху ( штат Гавайи).

## Описание
Крупнейший музей на Гавайях, в котором собрана самая большая в мире коллекция гавайских и полинезийских произведений искусства, культуры и исторических ценностей.
В музее есть биологическая коллекция, планетарий и геологический отдел с информацией о гавайских вулканах.
Библиотека музея располагает одной из самых обширных коллекций книг, периодических изданий, газет и специальных коллекций, связанных с Гавайями и Тихим океаном.
В архивах хранятся результаты обширных исследований, проведённых сотрудниками музея в Тихоокеанском бассейне, а также рукописи, фотографии, произведения искусства, устные истории, коммерческие звукозаписи и карты.

## История
Музей был основан в 1889 году.
Когда в июне 1891 г. Музей Бишоп открылся для посетителей, его библиотека состояла всего из нескольких книжных полок, расположенных на территории нынешней Картинной галереи.
Многие из королевских особ Гаваев, включая епископа Берниса Пауахи и королеву Лилиуокалани, размещали свои личные документы в музее Бишоп. Рукописи в коллекции также включают научные работы, генеалогические записи и памятные вещи.

## Экспонаты
В 1968—2008 годах музею принадлежал единственный сохранившийся парусный танкер Falls of Clyde. В начале 2007 г. судно было закрыто для общественных экскурсий по соображениям безопасности. Затем, музей пригрозил затопить судно к концу 2008 года, если не будут собраны частные средства на дальнейший уход. 28 сентября 2008 г. право собственности было передано некоммерческой группе «Друзья Falls of Clyde» (Friends of Falls of Clyde), которая намерена восстановить судно.
В октябре того же года Музей Бишоп подвергся критике за то, что собрал 600 000 долларов на сохранение корабля и потратил на него только около половины, а также за пескоструйную обработку, которая, как было установлено, повредила целостность судна. Средства массовой информации указывали и на другие сомнительные решения о расходах.